# Stamátis Voúlgaris
Pour les articles homonymes, voir Voúlgaris.
Compléments
Bataille de Waterloo (1815)
Expédition de Morée (1828)
Stamátis Voúlgaris ou Stamati Bulgari (grec moderne : Σταμάτης Βούλγαρης), né en 1774 à Lefkimmi dans l’île de Corfou et mort en 1842, est un urbaniste, architecte et peintre franco-grec. Il est également le premier urbaniste de l'histoire grecque.

## Biographie

### Jeunesse
Stamátis Voúlgaris naît à Lefkimmi, sur l’île de Corfou, en 1774. Ses parents étaient Aléxandros Voúlgaris d'Aloysíus et Loukía Pandís. À partir de l'âge de sept ans, il fréquente l'école du monastère de Sainte-Justine de Garitsa, où il apprend ses premières lettres. Il y est l'un des camarades de classe de Ioánnis Kapodístrias, futur gouverneur de la Grèce. Lors du bref siège Russo-Turc de Corfou en 1799, alors qu'il se trouve aux abords du théâtre San Giacomo de Corfou, un boulet de canon tiré d'un vaisseau russe tombe près de lui sans exploser immédiatement. Il le neutralise et sauve le théâtre ainsi que tout un détachement militaire français qui passait à proximité avec armes lourdes et munitions. Ce geste est très apprécié par le général français Louis François Jean Chabot qui l'engage alors dans l'armée française. Cet ami personnel de Napoléon le protégera et l'aidera à étudier l'ingénierie dans une école militaire à Paris.
En 1808, il est nommé lieutenant ingénieur. Parallèlement, il étudie au Collège des Quatre-Nations (qui abrite aujourd'hui le siège de l'Institut de France). Il devient ingénieur géographe et dessinateur extraordinaire au Dépôt général de la Guerre de l'armée française. Il participe plus tard à des missions militaires, notamment entre 1810 et 1814, comme employé à l'état-major du gouverneur des îles Ioniennes, le général François-Xavier Donzelot. Il y est arrêté par les Anglais et emprisonné à Malte en 1814. Lorsqu'il est libéré, il entreprend une nouvelle mission spéciale en Épire et en Albanie, puis est rappelé en France pour combattre à la bataille de Waterloo le 18 juin 1815. Après la défaite de Napoléon, il est éloigné de l'armée puis est réintégré et élevé au rang de capitaine d'état-major. Le 30 janvier 1817, il est officiellement naturalisé Français par ordonnance du roi Louis XVIII.

### École de Barbizon

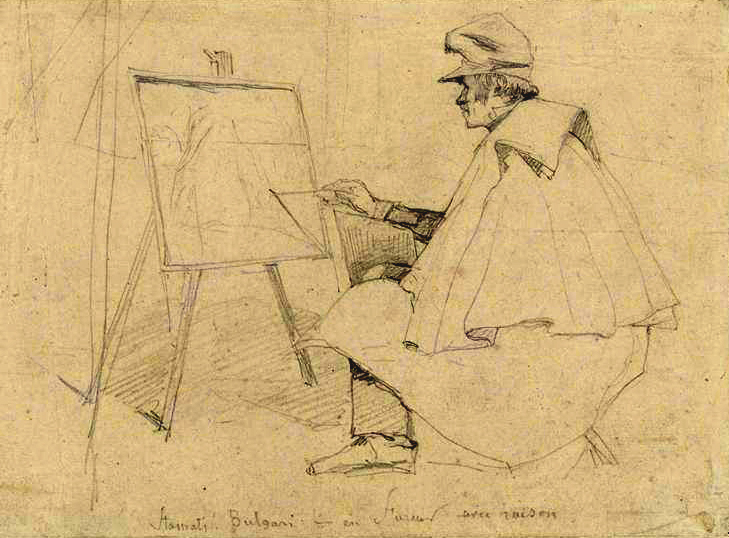
Portrait de Stamati Bulgari, assis devant son chevalet (par Camille Corot qui inscrit en bas : « Stamati Bulgari en fureur avec raison »)

Voúlgaris suit en parallèle de ses études plusieurs cours de peinture, notamment auprès du célèbre peintre Jacques-Louis David. Il fait alors partie avec son compagnon d’études, le célèbre peintre Jean-Baptiste Camille Corot, des premiers membres d'une toute nouvelle génération de jeunes peintres néo-classiques des années 1820, dans la suite de David, appelée plus tard École de Barbizon,. Cette colonie d'artistes paysagistes (appelés les « plein-airistes »), regroupant des peintres tels que Daubigny, Rousseau, Millet ou Courbet, se retrouve ainsi à quelques kilomètres de Paris pour travailler dans la forêt de Fontainebleau qui constitue pour eux une source d'inspiration.
Voúlgaris et Corot séjournent ainsi ensemble à Chailly-en-Bière à partir de juillet 1821. Corot dessine plusieurs portraits de Voúlgaris, « dans son lit » ou « assis devant son chevalet » (il inscrit au bas de ce dernier à la mine de plomb : « Stamati Bulgari en fureur avec raison »). Voúlgaris peint également en 1821, dans ses Souvenirs (publiés en 1835), un tableau littéraire de cette forêt de Fontainebleau qui lui inspire un « sentiment méditatif et religieux ». Cette description est considérée comme la toute première connue de cette colonie d'artistes.

### Expédition d'Espagne et voyage dans les Antilles
En 1823, il combat dans le 3e Corps de l’Armée des Pyrénées, lors de l’expédition militaire d'Espagne menée par la France contre les libéraux espagnols afin de rétablir le roi Ferdinand VII d'Espagne sur son trône. À l'occasion de cette campagne, il écrit depuis le palais de l'Alhambra de Grenade deux chapitres de ses Souvenirs. En décembre 1825, il demande à se faire attacher à l'état-major du lieutenant-général Henri Baudrand afin de l'accompagner pour une inspection du service du génie en Guyane française, à la Barbade et en Martinique, où il retrouve le général Donzelot (ancien gouverneur des îles Ioniennes), désormais gouverneur de l’île. Par deux fois, Voúlgaris est atteint de la fièvre des tropiques. Il revient en France au mois d’août 1826 et consacre à ce voyage un chapitre de ses Souvenirs,.

### Expédition de Morée et urbanisme en Grèce

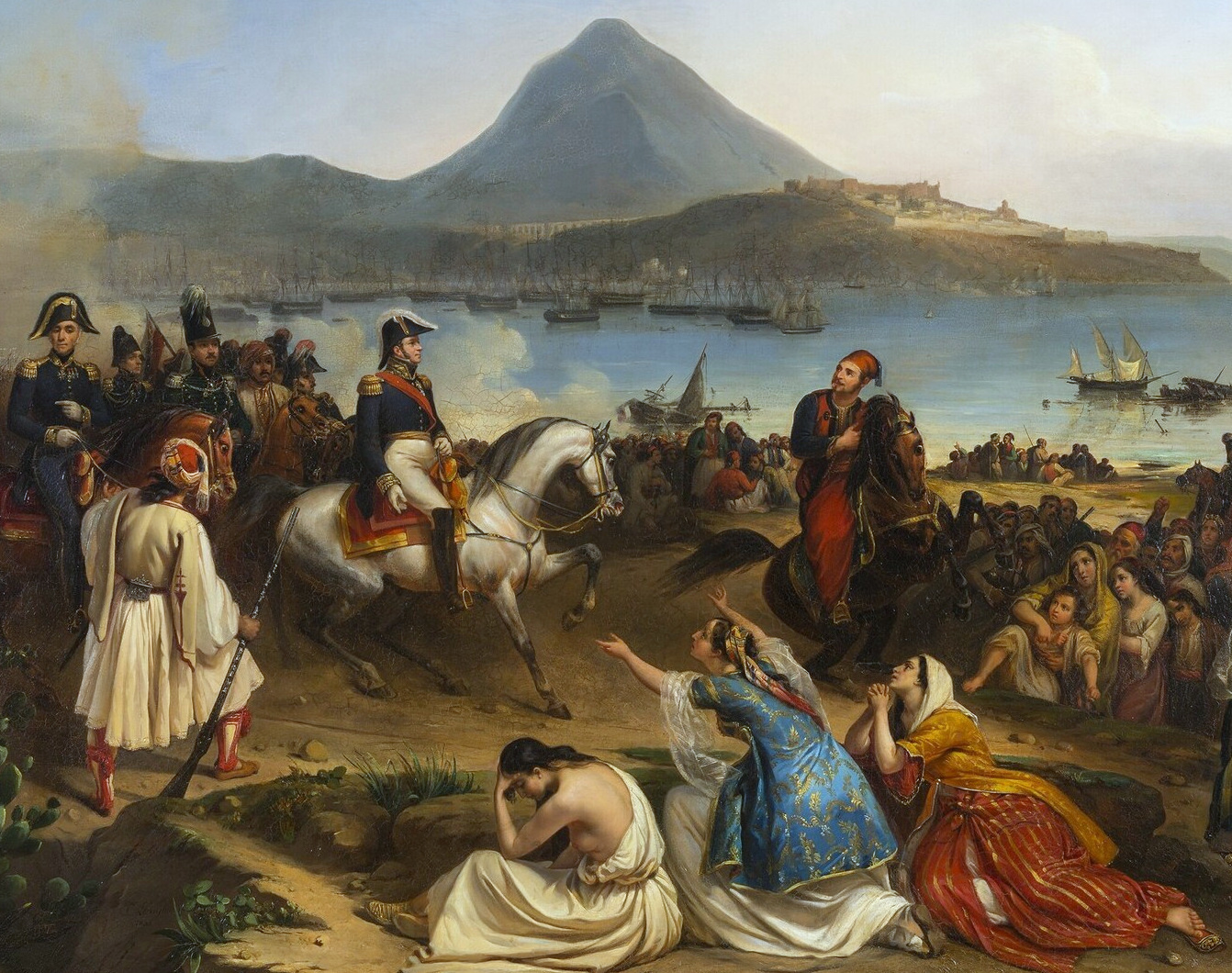
Le général Maison, commandant de l'expédition française de Morée, rencontrant Ibrahim Pacha à Navarin en 1828 (par Jean-Charles Langlois)

Depuis 1821, une guerre d’indépendance grecque faisait rage en Grèce et elle n'avait pas laissé Voúlgaris indifférent : il écrit en 1825 dans ses Souvenirs : « Grecs, aux armes ! aux armes ! » après avoir appris la mort de Lord Byron à Missolonghi. En octobre 1827, le premier gouverneur de la Grèce indépendante Ioánnis Kapodístrias se rend à Paris pour demander au gouvernement français des conseillers et officiers de l'armée française afin d'organiser l'armée du nouvel État grec. Sur recommandation du ministère de la Guerre, le capitaine d'état-major Stamátis Voúlgaris, et trois autres officiers français (les capitaines de l'artillerie Jean-Henri-Pierre-Augustin Pauzié, du service de cartographie Pierre Peytier, et du génie Auguste-Théodore Garnot) sont envoyés en Grèce en 1828 afin de former de jeunes ingénieurs militaires grecs. Ils sont tous les quatre attachés à l’état-major du général Maison, commandant en chef de l'expédition militaire de Morée, qui a pour mission de libérer le Péloponnèse des troupes d'occupation turco-égyptiennes d'Ibrahim Pacha. Le capitaine d'artillerie Pauzié fonde l'École d'Artillerie (Σχoλή Πυρoβoλικoύ), puis l'École Centrale Militaire des Évelpides (Κεντρική Στρατιωτική Σχολή Ευελπίδων) en 1828 sur le modèle français de l'École Polytechnique. Le capitaine Peytier dessine la carte du nouvel État grec.
Le président Kapodístrias ayant apprécié l'expertise de Voúlgaris, les deux hommes se rencontrent en Italie à Ancône, puis embarquent ensemble à bord de la frégate britannique Warspite pour Nauplie en Grèce, où ils arrivent le 7 janvier 1828 (Kapodístrias venait prendre en charge le gouvernement du pays). Le président demande à Voúlgaris de mener une étude sur la recherche d'un emplacement approprié de la ville pour y construire une colonie pour les réfugiés de la guerre. Suit l'attribution d'autres plans d'urbanisme, comme l'aménagement des villes de Nauplie (centre historique et banlieue Prónoia), de Tripoli et d'Argos, en association avec le capitaine Garnot,.

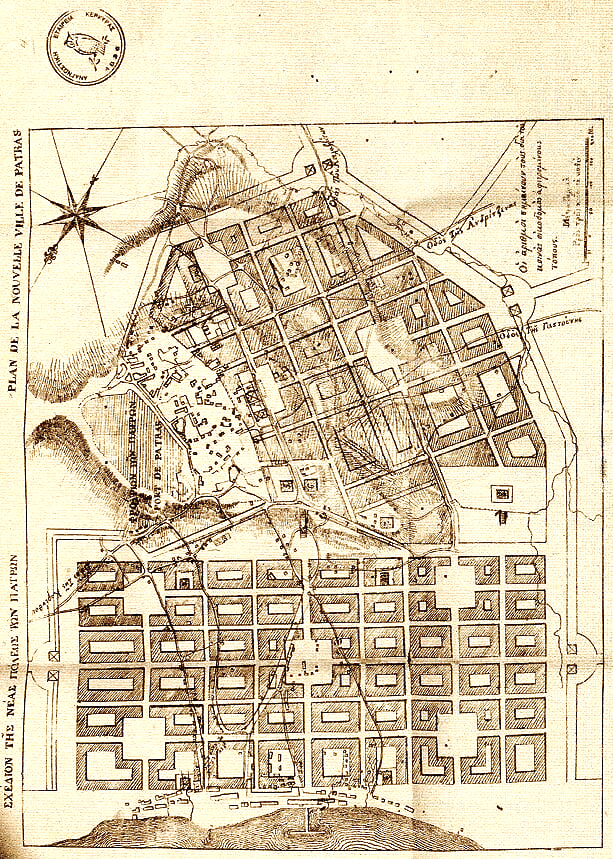
Le premier (original) plan d'urbanisme de Patras, établi en 1829 par Stamátis Voúlgaris et Auguste-Théodore Garnot, capitaines de l'expédition de Morée

Mais la mission d'urbanisme la plus importante de Voúlgaris est la planification de la ville de Patras, dont le charge le président. Il y arrive le 5 décembre 1828 accompagné du capitaine Auguste-Théodore Garnot. Les troupes turco-égyptiennes d'Ibrahim Pacha n'avaient laissé de Patras que des ruines. Ils avaient fait raser les maisons, brûler les jardins, arracher tous les arbres qui s'y trouvaient et démolir les remparts du fort de la ville. Voúlgaris propose spécifiquement d'ériger la ville moderne sur le bord de mer, qui est alors une zone plus libre et plus étendue. La ville, de composition géométrique, prend la forme d'un grand quadrilatère bordant la zone côtière et d'un second montant vers la vieille ville. Dix-sept rues verticales et larges en montée croisent, en angles droits, huit autres rues horizontales, divisant ainsi la ville en une centaine de grands blocs de bâtiments. Il projette également de bâtir neuf places publiques symétriques, des quais, des vastes et longs boulevards ou avenues bordés d'arbres et parfaitement aérés, des fontaines, des arcades, des zones de verdure autour du château et trois portes principales qui s'ouvriront sur les routes de Gastouni, de Kalavrita et de Corinthe. Voúlgaris désire également couvrir lui-même, sur son traitement, les frais financiers de la plantation d'arbres de Patras.
Cependant, le plan d'origine n'est pas entièrement mis en œuvre, car d'une part les kodjabachis (notables et primats) et les propriétaires locaux mettent le gouverneur Kapodístrias sous pression afin de prévenir tout changement, et d'autre part les finances de l'État ne sont pas suffisantes à la réalisation du plan visionnaire de Voúlgaris : en 1830, les 5 places symétriques qu'il a conçues dans quadrilatère bordant la zone côtière se réduisent à 2 seulement, dont la place centrale de la Démocratie (actuellement place du roi George Ier) et la place de la Concorde (actuellement la place de la reine Olga).Après avoir remis les plans de la ville au gouverneur Kapodístrias, Voúlgaris rejoint les troupes de l'armée régulière grecque commandée alors par le frère du gouverneur, Augustínos Kapodístrias, chef de l’expédition de la Grèce continentale. Le capitaine Voúlgaris est chargé notamment de tracer le plan du siège de Lépante (Naupacte) et de la direction de ses travaux. En avril 1829, le siège tombe et la ville est reprise aux turcs. Voúlgaris indique dans ses Souvenirs que « cette importante conquête amena celle de Missolonghi (en mai), où se termina, avec l'expédition grecque, ma carrière militaire. »

### Dernières années à Corfou
En août 1830, Voúlgaris, malade, rentre en France et en 1831 il est élevé au grade de Chef de bataillon. En 1838, il se retire sur ses terres natales de Corfou, dans le village de Potamós près de Lefkimmi, où il meurt en 1842. Dans son testament, il laisse de l'argent à divers amis et parents et, par ailleurs, au consulat français pour le distribuer aux français indigents de Corfou. Il était :
- Chevalier de la Légion d'honneur.
- Chevalier de l'Ordre de Saint-Louis.

## Publications
- Stamátis Voúlgaris, Examen moral des principaux tableaux de la galerie du Luxembourg en 1818, et considérations sur l'état actuel de la peinture en France, par M. Stamati Bulgari, (Gallica - BnF), Paris, 1827.
- Stamátis Voúlgaris, Notice sur le comte Jean Capodistrias, Président de la Grèce, suivie d'un extrait de sa correspondance ; par Stamati Bulgari, Chef de bataillon au Corps Royal d’État-major, Delaunay, Paris, 1832.
- Stamátis Voúlgaris, Souvenirs de Stamati Bulgari, Chef de bataillon au Corps Royal d'État-major, en retraite, (Gallica - BnF), A. Pihan de La Forest, Paris, 1835.